# Nevzat Tarhan

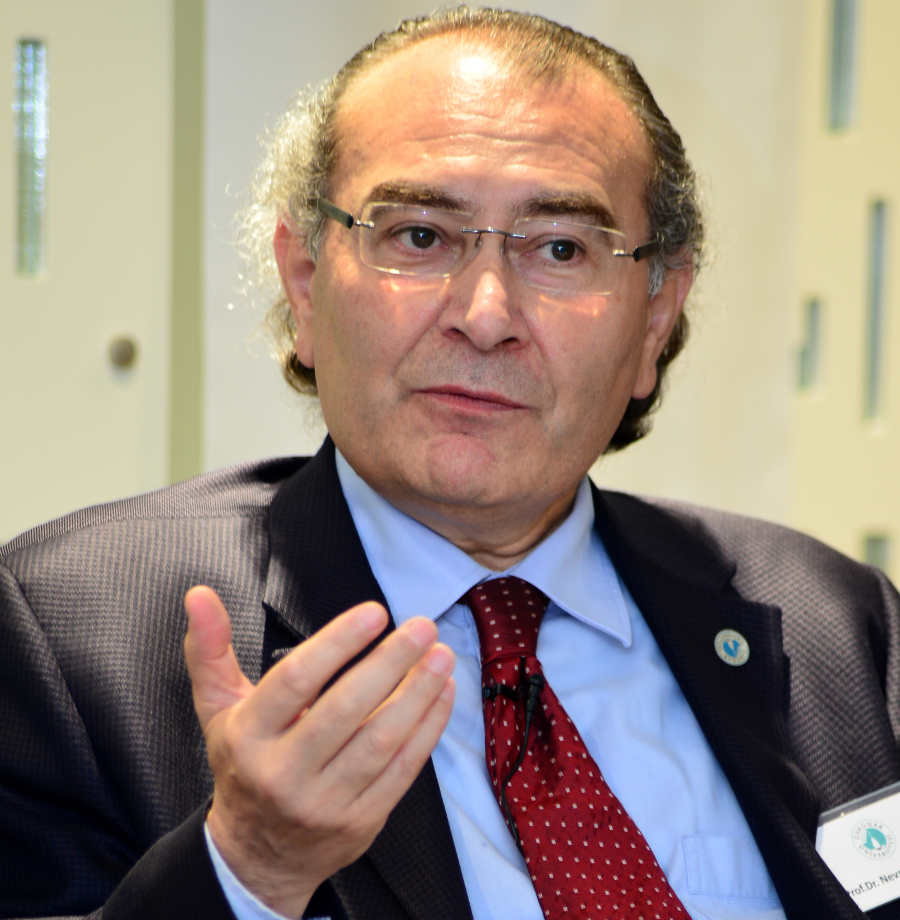
Nevzat Tarhan

Nevzat Tarhan (* 7. Juli 1952 in Merzifon, Amasya) ist ein türkischer Neuropsychologe und Hochschullehrer. Er ist Gründungsrektor der Üsküdar-Universität. Im Jahr 1998 übernahm er die Vertretung des Memory Center of America in der Türkei. Zudem ist er Vorstandsvorsitzender des ersten neuropsychiatrischen Krankenhauses in der Türkei.

## Leben
Er wurde 1952 in Merzifon, Amasya, geboren. Er ist verheiratet und hat zwei Kinder.
Im Jahr 1969 absolvierte er die „Kuleli-Militärhochschule“. 1975 erwarb er einen Abschluss an der Cerrahpaşa-Fakultät. Nachdem Nevzat Tarhan ein Praktikum an der GATA absolvierte und in Zypern und Bursa seinen Dienst leistete, wurde er im Jahre 1982 zum Psychiatrie-Experten an der GATA. Nach seiner ärztlichen Berufskarriere in Erzincan und Çorlu wurde er an der GATA Haydarpaşa Assistenzarzt (1988) und Dozent (1990). Er war auch Direktor der Haydarpaşa-Klinik.
In den Jahren 1996 bis 1999 war er als Lehrbeauftragter in der „Yüzüncü Yıl Üniversitesi“ tätig und auch als Sachverständiger in der forensischen Institution. Auf eigenen Wunsch trat er zurück. 1998 übernahm er die Führung der Memory Center of America Türkei.
Nevzat Tarhan ist zurzeit Präsident der NPISTANBUL Klinik und Gründungs-Rektor der Üsküdar-Universität.

## SADAT-Involvierung
Laut Sedat Peker ist Nevzat Tarhan Berater des umstrittenen Paramilitär-Unternemens SADAT.

## Soziale Verantwortungsprojekte
- IDER Menschliche Werte und Geistige Gesundheitsstiftung, Vorstandsvorsitzender
- ASDER Menschenrechtsorganisation
- Mutlu Yuva Mutlu Yaşam Verein (Verein für Weisen)
- Haydi Tut Elimi Verein (Verein gegen Kinder- und Jugendmissbrauch)

## Zeitschriften und Berufskongresse
- 1989: Stress und Krankheiten 1989
- 1991: Neuerungen der Psychopharmakologie (Psychopharmakologische Innovation)
- 1993: Aggression
- 1993: Serotonin (Erste Internationale Symposium)
- 6 Jahre Editor der Zeitschrift „Klinik Psikofarmakoloji“
- Langjährige Tätigkeit als Redakteur bei „Sleep and Hypnosis“ (Zeitschrift)
- 2015: Er war in der Arbeitsgruppe „Welt Hirn Initiative“ bei G20 Treffen in Antalya

## Auszeichnungen
- 1991: Bester Forscher, „Destructive Drives and Impuls Control“ Niederlande 1991
- 2003: Beste Gesellschaftssendung RTÜK für seine Sendung „Makul Cözüm Programi“
- 2005: Auszeichnung für „Unterstützung der Elternbildung und präventive psychische Gesundheit“, SKY-Türk-Psikoyorum
- 2007: Auszeichnung für „Beitrag zum therapeutischen Einsatz der türkischen Musik“ – Goldener Apfel, Amasya Stiftung
- 2009: Goldene Tulpe für Psychologie, „Prof. Mümtaz Turhan Sosyal Meslek Lisesi“
- 2009: „Patientensicherheit Best-Practices“, OHSAD
- 2010: Kongressbotschafter der ECNS
- 2015: Presidental Service Prize, ECNS/ISNIP/ISBET

## Internationale Mitgliedschaften
- New York Academy of Sciences, Mitglied - 1997
- New York Academia Psychiatry Foundation, Mitglied - 2001
- International Society for Neuroimaging in Psychiatry (ISNIP), Mitglied - 2005
- American Psychiatric Association (APA), Mitglied - 2005
- PsychoLife, Mitglied des Beirats - 2009
- International Psychogeriatric Association (IPA), Mitglied - 2009
- Anatolian Journal of Psychiatry, Mitglied des Beirats - 2010
- Anxiety Disorders Association of America (ADAA), Mitglied - 2013
- The Journal of Neurobehavioral Sciences, Herausgeber - 2014
- EEG and Clinical Neuroscience Society (ECNS), Mitglied des Exekutivrats - 2015
- Society for Brain Mapping and Therapeutics (SBMT), Mitglied des Vorstands - 2015
- International Society for Neuroregulation & Research (ISNR), Mitglied - 2016
- Turkish American Neuropsychiatric Association (TANPA), Präsident - 2017
- European College of Neuropsychopharmacology (ECNP), Mitglied - 2018
- Journal of Current Addiction Research, Herausgeber - 2018
- ASSAM International Refereed Journal, Mitglied des Redaktionsausschusses - 2018
- American Journal of Psychiatry and Neuroscience, Mitglied des Redaktionsausschusses - 2018
- Üsküdar University Journal of Social Sciences, Mitglied des Beirats - 2018
- AIMS Neuroscience, Mitglied des Redaktionsausschusses - 2018
- SSTB International Refereed Academic Journal of Sports, Health and Medical Sciences, Mitglied des Redaktionsausschusses - 2018
- Open Access Journal of Behavioural Science & Psychology, Mitglied des Redaktionsausschusses - 2018
- New Symposium, Mitglied des Redaktionsausschusses - 2020
- Cognitive Neurodynamic, Mitglied des Redaktionsausschusses - 2021
- The International Positive Psychology Association (IPPA), Mitglied - 2022
- World Federation of Societies of Biological Psychiatry (WFSBP), Mitglied - 2023
- European Psychiatric Association (EPA), Mitglied - 2025

## Werke
- Kan ve Dolaşım (1982)
- Stres ve Hastalıklar (1989)
- Psikofarmakoloji’de Yenilikler (1991)
- Şiddet, Biyopsikososyal Yönleri ile… (1998) mit Prof. Dr. İbrahim Balcıoğlu
- Kendinizle Barışık Olmak (2001)
- Psikolojik Savaş, Gri Propaganda (2002)
- Mutluluk Psikolojisi, Stresi Mutluluğa Dönüştürmek (2002)
- Aile Okulu, Makul Çözüm, Aile İçi İletişim Rehberi (2004)
- Kadın Psikolojisi (2005)
- Evlilik Psikolojisi (2006)
- Duyguların Psikolojisi (2006)
- Hayata Dair, Yaşama Sevinci-2 (2007)
- Toplum Psikolojisi (2009)
- İnanç Psikolojisi (2009)
- Bilinçli Genç Olmak, Var mı beni anlamak isteyen? (2009)
- Son Sığınak Aile (2010)
- Asimetrik Savaş, Politik Psikoloji (2010)
- Bağımlılık Sanal veya Gerçek (2011)
- Değerler Psikolojisi, Güzel İnsan Modeli (2011)
- Çağın Vicdanı Bediüzzaman (2012)
- Sen Ben ve Çocuklarımız (2012)
- Mesnevi Terapi (2012)
- Akıldan Kalbe Yolculuk, Bediüzzaman Modeli (2012)
- Pozitif Psikoloji (2012)
- Yunus Terapi (2013)
- Aşk Terapi (2014)
- Bilinçli Aile Olmak (2014)